# جغرافیای اکوادور

موقعیت اکوادور در قیاس با ایران.

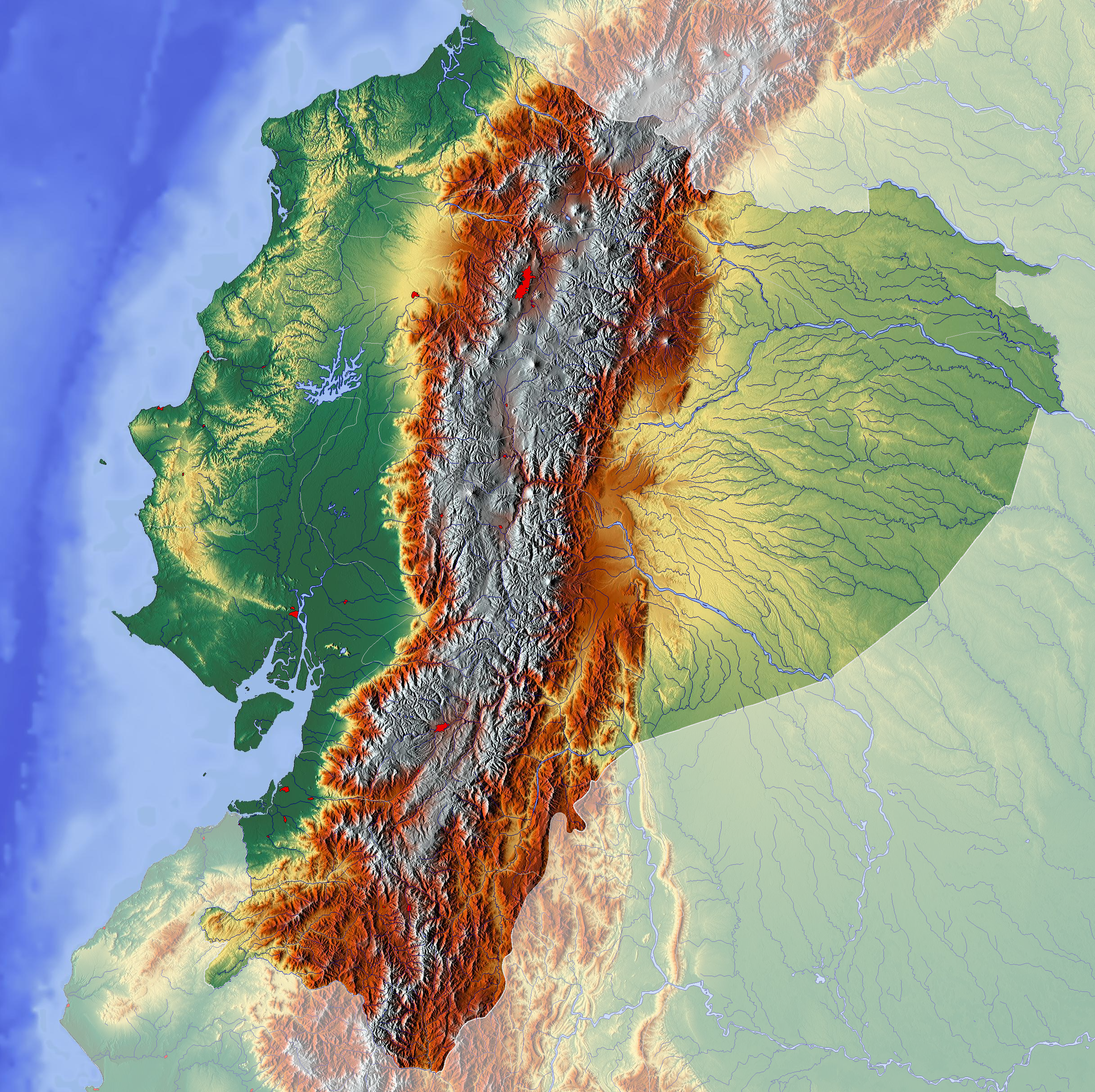
نقشه ناهمواری‌های اکوادور

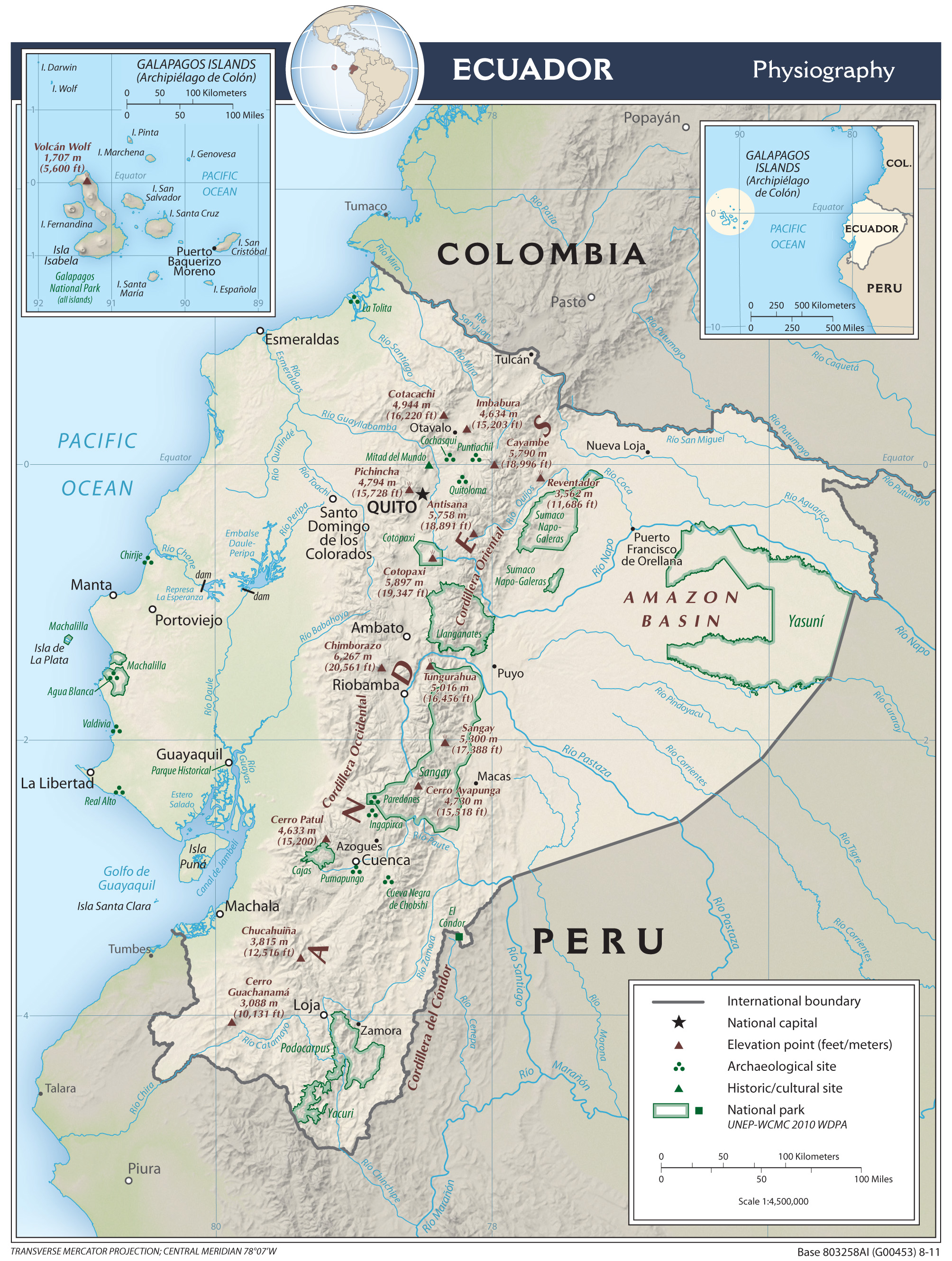
نقشه زمین‌چهرشناختی اکوادور

اکوادور کشوری در غرب آمریکای جنوبی است که با اقیانوس آرام در استوا هم‌مرز است. اکوادور طیف گسترده‌ای از اقلیم‌های طبیعی را شامل می‌شود، از سواحل بیابانی جنوبی گرفته تا قله‌های پوشیده از برف رشته کوه‌های آند تا جلگه‌های حوضه آمازون. کوتوتاکسی در اکوادور یکی از آتشفشان‌های فعال جهان است. این شهر همچنین دارای یک سری از رودخانه‌های بزرگ است که از مرز جنوبی پیروی می‌کنند و به ناحیه شمال غربی پرو می‌ریزند.
کیتو پایتخت اکوادور است و در استان پیچینچا در ناحیهٔ سیِرا واقع است. گوای اکیل بزرگ‌ترین شهر اکوادور است که در استان گوایاس در کُستا واقع است. در مورد شهر کوتوپکسی که در جنوب کیتو در استان مجاور هم‌نام قرار دارد به اشتباه گفته شده که فعالترین و بلندترین آتشفشان جهان در آنجا قرار دارد، اما در حقیقت چندین قله در شمال شیلی و جنوب پرو بلندتر و فعال‌تر از آن هستند. در عین حال آتشفشان چیمبوراسو با ارتفاعی بین ۶٬۲۶۷ تا ۶٬۳۱۰ متر، بلندترین قلهٔ اکوادور است.

## مناطق جغرافیایی
اکوادور دارای سه منطقهٔ جغرافیایی عمده به همراه یک ناحیهٔ جزیره‌ای در اقیانوس آرام است.
1. کُستا (La Costa)،  (کرانه) یا ساحل، شامل منطقهٔ ساحلی در قسمت‌های غربی کشور شامل خط ساحلی اقیانوس آرام است.
2. سیه‌را (La Sierra)، (کوهستان) نوار مرتفعی است که از شمال به جنوب کشور کشیده شده و در زمین‌های کوهستانی آن کوه‌های آند قرار دارند.
3. اورینته (El Oriente)، (خاور) شامل جنگل آمازون در قسمت‌های شرقی کشور است که حدود کمتر از نیمی از مساحت کشور را شامل می‌شود ولی کمتر از ۵٪جمعیت در این ناحیه زندگی می‌کنند.
4. ناحیهٔ جزایر (Región Insular)، شامل مجمع‌الجزایر گالاپاگوس و حدود ۱۰۰۰ کیلومتر (۶۲۰ مایل) از غرب اقیانوس آرام است.

### توضیحات مناطق

#### کستا
نواحی غربی اکوادور در امتداد اقیانوس آرام قرار دارند و شامل جلگه‌ای پهن در ساحل هستند که به دامنه‌های کوه‌های آند در شرق می‌رسد. برآورد می‌شود که ۹۸٪ از جنگل‌های بومی منطقه ساحلی برای دامداری و کشت محصولاتی مانند موز، کاکائو و قهوه از بین رفته‌اند. بقایای اندک جنگل‌ها عمدتاً در رشته‌کوه‌های ساحلی مانند ماچه-چیندول، ذخیره‌گاه بوم‌شناختی جاما-کوآکه و چونگون-کلونچه باقی مانده‌اند. این جنگل‌ها انواع گوناگونی از جمله جنگل‌های خشک، مرطوب، همیشه‌سبز، ابری و جنگل‌های حرّا را شامل می‌شوند. این جنگل‌ها که به‌طور جمعی با نام «جنگل استوایی اقیانوس آرام» شناخته می‌شوند، یکی از در معرض خطرترین زیست‌بوم‌های استوایی در جهان و بخشی از منطقه تنوع زیستی تومبس-چوکو-ماگدالنا هستند.
شهر گوایاکیل در جنوب ساحل، بزرگ‌ترین شهر اکوادور است. در شمال، بندر اسمرالداس، اکوادور برای صادرات نفت استفاده می‌شود. بندر مانتا نیز پیش‌تر محل فعالیت نیروی هوایی آمریکا برای کنترل قاچاق مواد مخدر بود.
تحلیل‌های ماهواره‌ای اخیر نشان داده‌اند که ۶۳۵ کیلومتر مربع از زمین‌های جزر و مدی در اکوادور قرار دارند که این کشور را در رتبه ۴۱ از نظر وسعت این مناطق قرار می‌دهد.

#### سیه‌را
منطقهٔ میانی اکوادور شامل کوه‌های آند است، با قله‌هایی پوشیده از برف در تمام طول سال، حتی در نزدیکی استوا. بسیاری از مناطق کوهستانی برای کشاورزی و تولید گل قطع درخت شده‌اند و در برخی ارتفاعات جنگل‌های ابری دیده می‌شوند.
رشته‌کوه‌های آند در شمال اکوادور به سه رشته موازی تقسیم می‌شوند: غربی، مرکزی (رشته‌کوه رویال) و شرقی (رشته‌کوه غربی). این رشته‌کوه‌ها در دوران نوزیستی بر اثر فرورانش صفحه نازکا به زیر صفحه آمریکای جنوبی شکل گرفته‌اند. در جنوب کشور، این رشته‌ها کمتر قابل تفکیک هستند.
پایتخت کشور، کیتو، در دره‌ای کوهستانی در دامنه آتشفشان پیچینچا قرار دارد. شهر بوانوس د آگوا سانتا در دامنه تونگوراهوا دارای چشمه‌های آب‌گرم است. جاده میان بانیوس و پویو به‌خاطر باریکی، پیچ‌های تند و پرتگاه‌های خطرناک‌اش شناخته شده است. مهم‌ترین جاده شرق-غرب در آند، مسیر کیتو به لاگو آگریو است که در بیشتر بخش‌ها آسفالته اما پرترافیک است. خط لوله نفت اکوادور نیز در امتداد این جاده قرار دارد و نقش حفاظ در برخی قسمت‌ها را ایفا می‌کند.
کوه‌ها و آتشفشان‌های برجسته:
- چیمبورازو (۶۲۶۷ متر): بلندترین نقطه از مرکز زمین، آتشفشان غیرفعال
- کوتوپاکسی (۵۸۹۷ متر): بلندترین آتشفشان فعال در جهان
- ایلینیزا (۵۲۴۸ متر)
- تونگوراهوا (۵۰۲۳ متر): فعال و در حال فوران از ۱۹۹۸
- آتشفشان پیچینچا (۴۷۸۴ متر): مشرف به کیتو

#### اورینته، حوضه آمازون
بخش بزرگی از منطقه اورینته را جنگل‌های بارانی پهن‌برگ گرمسیری پوشانده‌اند که از دامنه‌های شرقی کوه‌های آند آغاز شده و تا حوضه آمازون ادامه می‌یابد. این جنگل‌ها ترکیبی از باران‌زای مرتفع با دره‌ها و آبشارهای پرشیب، و جنگل‌های دشت‌های پایین‌دست هستند. منابع نفتی در این منطقه قرار دارند و دفتر مرکزی آن‌ها در نووه لوخا است. در برخی مناطق، تخریب زیست‌محیطی شدید بوده و آلودگی نفتی فاجعه‌بار دیده می‌شود.
حدود ۳۸٪ از سطح اکوادور پوشیده از جنگل است و با وجود نرخ جنگل‌زدایی سالانه ۱٫۵٪، همچنان یکی از پرتنوع‌ترین مناطق زیستی جهان به‌شمار می‌آید. منطقه اورینته محل زندگی بسیاری از گروه‌های بومی اکوادور است، از جمله کچواهای دشت، سیونا، سکویا، هائورانی و کوفان.

#### جزایر گالاپاگوس
جزایر گالاپاگوس در فاصله حدود ۱۰۰۰ کیلومتری غرب ساحل اکوادور قرار دارند. این جزایر به‌دلیل ارتباطشان با چارلز داروین معروف هستند؛ داروین طی سفر دوم اچ‌ام‌اس بیگل و با مشاهده جانوران این جزایر، نظریهٔ انتخاب طبیعی و فرگشت را مطرح کرد. 

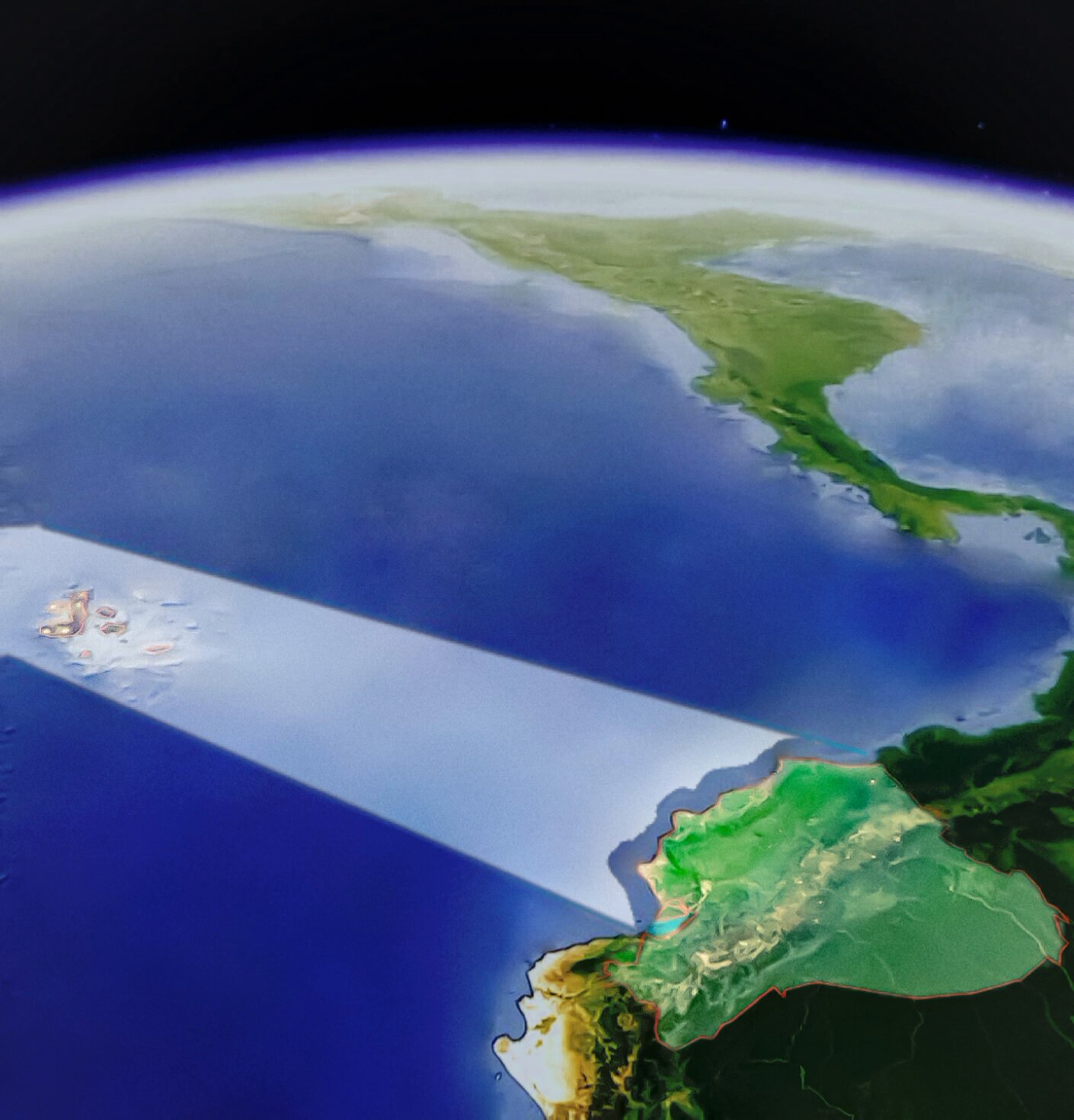
موقعیت مجمع‌الجزایر گالاپاگوس در آب‌های روبه‌روی اکوادور

این جزایر در سال‌های اخیر گردشگران بسیاری را به خود جذب کرده‌اند. گونه‌های خاصی مانند بوبی پاآبی، ایگوآنایان و گونه‌های دیگر در این منطقه یافت می‌شوند. پروازهای داخلی از اکوادور به گالاپاگوس نیز برای تسهیل سفر گردشگران برقرار است.

## تقسیمات کشوری

نقشه اکوادور

اکوادور دارای ۲۲ استان است که هریک مرکز اجرایی خود را دارد.
مراکز استان‌ها در داخل پرانتز آورده شده‌اند.
| - آسوای (کوئنکا) - بولیوار (گوئاراندا) - کانار (آسوگِس) - کرچی (تولکان) - چیمبوراسو (ریوبامبا) - کوتوپکسی (لاتاکونگا) - ال‌اورو (ماچالا) - اسمرالداس (امرالداس) - گالاپاگوس (پوئرتو باکرزو مورنو) - گوایاس (گوای اکیل) - ایمبابورا (ایباررا) | - لوخا (لوخا) - لُس‌ریوس (بابائویا) - منابی (پرتویو) - مورونا-سانتیاگو (ماکاس) - نپو (تنا) - اوریانا (پوئرتو فرانسیسکو د اوریانا) - استان پاستاسا (پیو) - پیچینچا (کیتو) - ساکومبیوس (نوئوا لوخا) - تونگراگوا (امبتو) - سامورا-چینچیپه (سامورا) |

## زهکشی

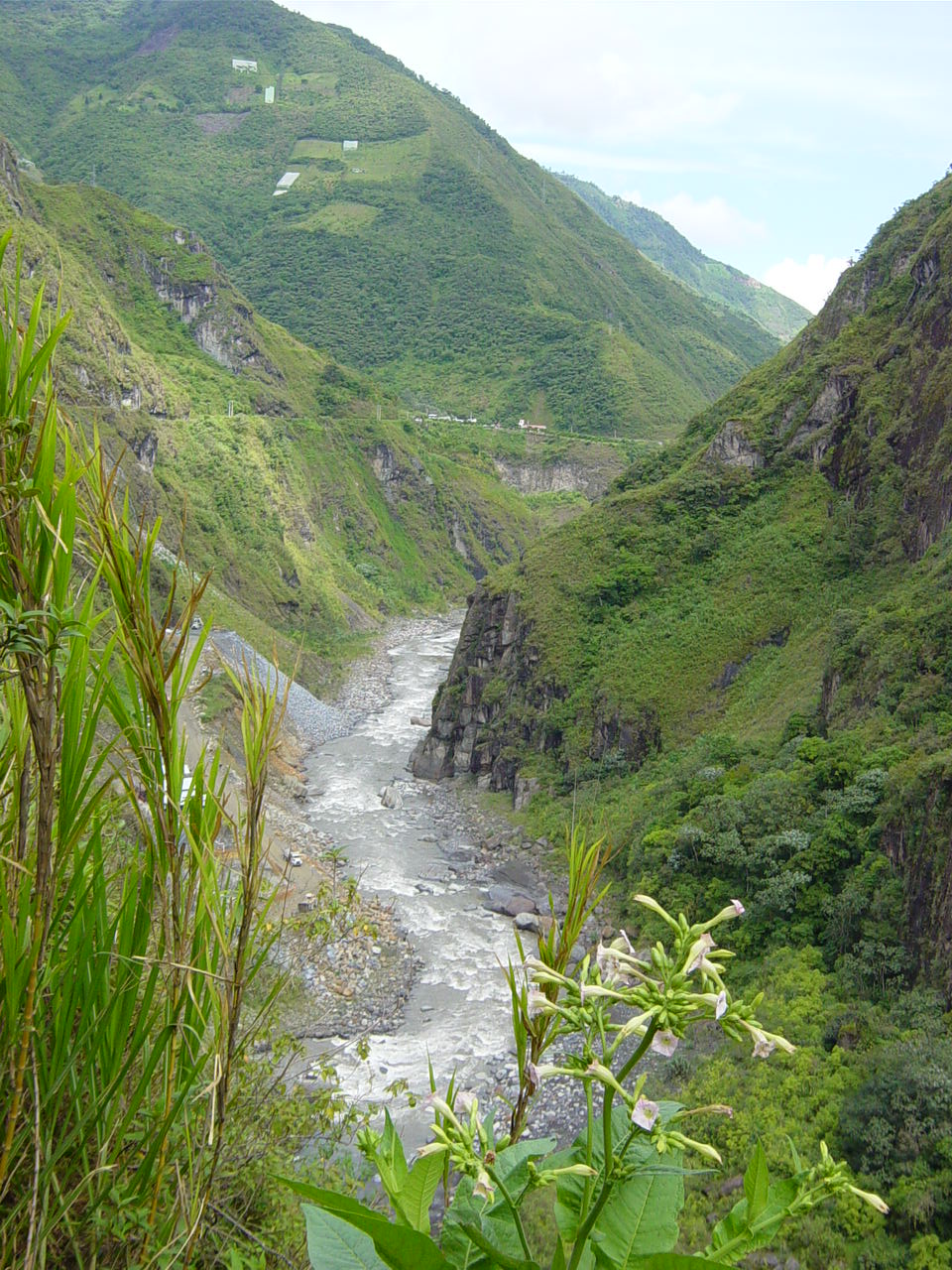
رود پاستازا در نزدیکی بانیوس، اکوادور

تقریباً همهٔ رودهای اکوادور در منطقهٔ سیه‌را سرچشمه می‌گیرند و به‌سوی شرق به‌سوی رود آمازون یا به‌سوی غرب به اقیانوس آرام جریان می‌یابند. این رودها یا از آب‌شدن برف در لبه‌های قله‌های پوشیده از برف سرچشمه می‌گیرند یا از بارندگی فراوانی که در ارتفاعات بالاتر می‌بارد. در منطقهٔ سیه‌را، رودها و جویبارها باریک‌اند و به‌سرعت از شیب‌های تند پایین می‌روند. هنگامی که رودها از دره‌های مرتفع (هویاس) عبور می‌کنند، ممکن است کندتر و عریض‌تر شوند، اما با پایین آمدن از بلندی‌های کوه‌های آند به مناطق پست‌تر، بار دیگر سریع می‌شوند. این رودهای کوهستانی هنگامی که وارد نواحی هموارتر کاستا و اورینته می‌شوند، پهن‌تر می‌گردند.
در منطقهٔ کاستا، کاستای بیرونی بیشتر رودخانه‌های فصلی دارد که با باران‌های مداوم از دسامبر تا مه تغذیه می‌شوند و در فصل خشک به بسترهای خشک رود تبدیل می‌شوند. چند استثنا نیز وجود دارد: رودهای دائمی و بلندتری که از کاستای درونی و سیه‌را سرچشمه می‌گیرند و از سراسر کاستای بیرونی عبور می‌کنند و به اقیانوس آرام می‌ریزند. در مقابل، کاستای درونی دارای رودخانه‌های دائمی است که ممکن است در فصل بارندگی طغیان کرده و گاه مرداب‌هایی تشکیل دهند.
سامانهٔ رود گوایاس که به‌سوی جنوب به خلیج گوایاکی‌یل جریان دارد، مهم‌ترین سامانهٔ زهکشی در کاستای درونی به‌شمار می‌رود. حوزهٔ آبخیز رود گوایاس، که شامل زمین‌های زهکشی‌شده توسط شاخه‌های آن نیز می‌شود، ۴۰٬۰۰۰ کیلومتر مربع وسعت دارد. رود ۶۰ کیلومتری گوایاس اندکی شمال گوایاکی‌یل از پیوند دو رود باباهویو و دائوله پدید می‌آید. این رود در شهر گوایاکی‌یل در میان تپه‌ها باریک می‌شود، اما در جنوب شهر پهن شده و از شبکهٔ دلتا مانند جزیره‌ها و کانال‌های کوچک می‌گذرد. در دهانه‌اش، این رود خور پهناوری پدیدمی‌آورد که در اطراف جزیره پونا دو شاخه می‌شود، که یکی از این شاخه‌ها عمق بیشتری دارد و برای کشتیرانی مورد استفاده قرار می‌گیرد.
دومین سامانهٔ مهم رودخانه‌ای در منطقهٔ کاستا، رود اسمرالدا است که در درهٔ کوییتو در منطقهٔ سیه‌را با نام رود گوایابامبا سرچشمه می‌گیرد و به‌سوی غرب جریان یافته و نزدیک شهر اسمرالدا به اقیانوس آرام می‌ریزد. رود اسمرالدا ۳۲۰ کیلومتر طول دارد و حوزهٔ آبخیز آن ۲۰٬۰۰۰ کیلومتر مربع است.
رودهای عمده در منطقهٔ اورینته عبارت‌اند از: پاستازا، ناپو و پوتومایو. رود پاستازا از پیوند رودهای چامبو و پاتاته پدید می‌آید که هر دو از سیه‌را سرچشمه می‌گیرند. رود پاستازا شامل آبشار آگویان است که با ارتفاع ۶۱ متر (۲۰۰ فوت) بلندترین آبشار در اکوادور به‌شمار می‌رود. رود ناپو در نزدیکی کوه کوتوپاکسی سرچشمه می‌گیرد و مهم‌ترین رود برای ترابری در نواحی پست شرقی است. عرض این رود از ۵۰۰ تا ۱٬۸۰۰ متر (۱٬۶۴۰ تا ۵٬۹۰۶ فوت) متغیر است. در بالادست، ناپو به‌سرعت جریان دارد، اما پس از پیوند با یکی از شاخه‌های اصلی‌اش، رود کوکا، کندتر و هموارتر می‌شود. رود پوتومایو بخشی از مرز با کلمبیا را تشکیل می‌دهد. همهٔ این رودها به رود آمازون می‌ریزند. جزایر گالاپاگوس رودخانهٔ مهمی ندارند، هرچند برخی از جزیره‌های بزرگ‌تر دارای چشمه‌های آب شیرین‌اند، با وجود آن‌که در اقیانوس آرام جای دارند.

## اقلیم

نقشهٔ اقلیم‌شناسی کوپن در اکوادور

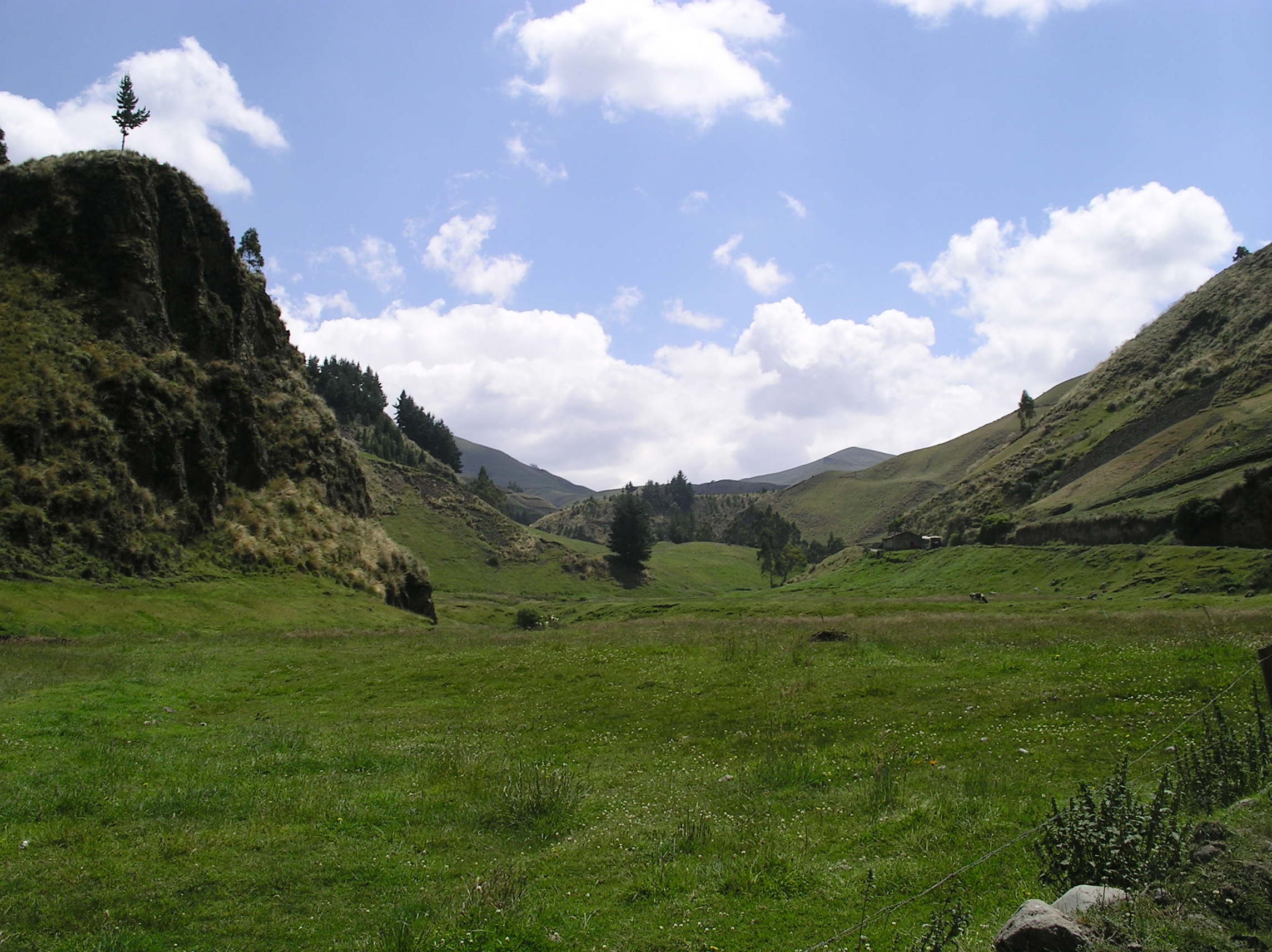
مراتع پارامو در نزدیکی آمباتو، اکوادور

هر منطقهٔ اکوادور تحت تأثیر عوامل متفاوتی بر اقلیم خود است. منطقهٔ کُستا (ساحلی) عمدتاً تحت تأثیر جریان‌های اقیانوسی گرم یا سرد است. در مقابل، اقلیم در سیه‌را (کوهستان) بیشتر تابع ارتفاع از سطح دریا است. منطقهٔ اورینته (شرق، نواحی آمازونی) دارای اقلیمی نسبتاً یکنواخت است و تفاوت آن در دو زیرمنطقه بسیار کم است. اقلیم جزایر گالاپاگوس نیز هم تحت تأثیر جریان‌های اقیانوسی است و هم تحت تأثیر ارتفاع. در سراسر اکوادور، تغییرات بارندگی تعیین‌کنندهٔ فصل‌ها هستند. دما بیشتر تابع ارتفاع است؛ با هر افزایش ۲۰۰ متری ارتفاع، دما حدود ۱ درجه سانتی‌گراد کاهش می‌یابد. این پدیده در نواحی کوهستانی سیه‌را به‌ویژه چشمگیر است.

### منطقهٔ کوهستانی
در سیه‌را، دما در طول سال تغییر زیادی نمی‌کند؛ گرم‌ترین ماه به‌طور میانگین ۱۶ درجه و سردترین ماه حدود ۱۳ درجه سانتی‌گراد دما دارد. اما اختلاف دمای روز و شب بسیار زیاد است؛ صبح‌ها سرد و بعدازظهرها گرم. آفتاب تقریباً عمودی و هوای رقیق در ارتفاعات باعث گرم شدن سریع زمین در روز و سرد شدن شدید در شب می‌شود. معمولاً صبح‌ها آفتابی و بعدازظهرها ابری و بارانی هستند. بارندگی در نواحی کم‌ارتفاع و در معرض باد بسیار بیشتر است و ممکن است در دره‌های محافظت‌شده فقط ۵۰۰ میلی‌متر در سال باشد، در حالی که در کیتو ۱۵۰۰ میلی‌متر و در دامنه‌های روبه‌باد تا ۲۵۰۰ میلی‌متر در سال می‌رسد. خشک‌ترین ماه‌ها از ژوئن تا سپتامبر هستند.
اقلیم در سیه‌را بر پایهٔ ارتفاع به سطوح مختلف تقسیم می‌شود:
- سطح گرمسیری (۴۰۰ تا ۱۸۰۰ متر): دما بین ۲۰ تا ۲۵ درجه، با بارندگی شدید.
- سطح نیمه‌گرمسیری (۱۸۰۰ تا ۲۵۰۰ متر): دما بین ۱۵ تا ۲۰ درجه، با بارندگی متوسط.
- سطح معتدل (۲۵۰۰ تا ۳۲۰۰ متر): دما بین ۱۰ تا ۱۵ درجه، با بارش سالانه حدود ۱۰۰۰ میلی‌متر. این سطح بارش، تگرگ و مه فراوان دارد. فصل بارندگی از ژانویه تا ژوئن (زمستان) و فصل خشک از ژوئیه تا دسامبر (تابستان) است. بیشترین باران در آوریل می‌بارد. در اوایل اکتبر نیز دورهٔ کوتاه بارندگی در اثر نفوذ رطوبت از شرق وجود دارد. بیشتر مناطق مسکونی از جمله کیتو در همین سطح قرار دارند.
- سطح سرد (۳۲۰۰ تا ۴۶۵۰ متر): دما بین ۳ تا ۹ درجه، بارش به‌شکل باران، تگرگ و مه.
- سطح یخ‌بندان (بالای ۴۶۵۰ متر): قله‌ها همیشه پوشیده از برف و یخ، با دمای زیر صفر تا حدود ۳ درجه و بارش به‌شکل برف، باران و مه.

### منطقهٔ شرقی / آمازون
نواحی پست شرقی در اورینته، بارندگی فراوانی دارند، به‌ویژه در دامنه‌های آند، که گاهی بارش سالانه به بیش از ۵۰۰۰ میلی‌متر می‌رسد. میانگین دما در بخش غربی این منطقه حدود ۲۵ درجه است و در دشت‌های جنگلی شرقی، بارندگی بالا و دما بیش از ۲۸ درجه ثبت می‌شود.

### جزایر گالاپاگوس
اگرچه جزایر گالاپاگوس روی خط استوا قرار دارند و در حالت عادی باید دارای اقلیم استوایی باشند، اما تحت تأثیر جریان هامبالت اقلیم آن‌ها بیشتر شبیه به منطقهٔ سیه‌را است تا کُستا. در سطح دریا، زمین‌ها بیابانی هستند با دمای حدود ۲۱ درجه. هشت ماه تابستان خشک است، اما در ماه‌های ژانویه تا آوریل مه و نم‌نم باران وجود دارد. در ارتفاعات تا ۴۵۰ متر، اقلیم ترکیبی از گرمسیری، نیمه‌گرمسیری و معتدل است. دما حدود ۱۷ درجه، با مه و نم‌نم در تابستان و باران در زمستان. در سطح سردتر بالای ۴۵۰ متر، دما زیر ۱۴ درجه است. در کل، سواحل استوایی خنک‌اند.

## توافق‌های بین‌المللی

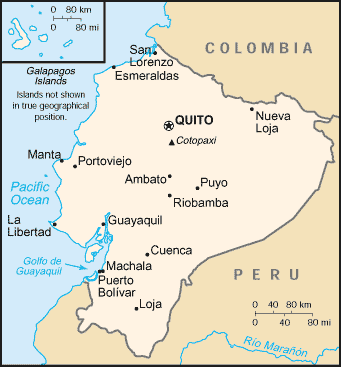
نقشه اکوادور

بخشی از: پیمان قطب جنوب، پروتکل قطب جنوب- محیط زیست، تنوع زیستی، تغییرات آب و هوا، تغییرات آب و هوا- پروتکل کیوتو، بیابان زایی، گونه‌های در معرض خطر، ضایعات خطرناک، ممنوعیت آزمایش هسته ای، محافظت از لایه ازن، آلودگی کشتی، الوار گرمسیری ۸۳، الوار گرمسیری ۹۴، تالاب، نهنگ